# David Janssen
Pour les articles homonymes, voir Janssen.

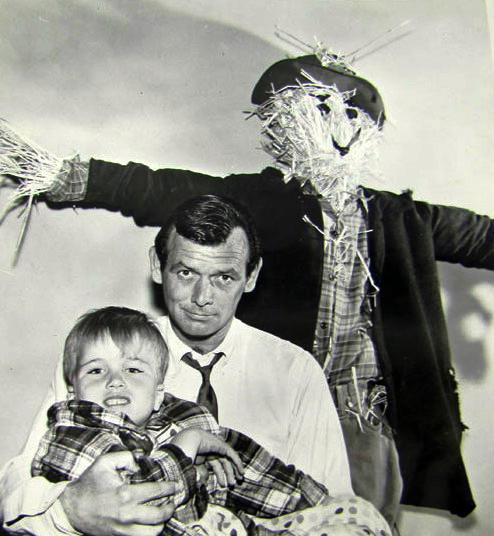
David Janssen dans le rôle de Richard Kimble dans la série télévisée Le Fugitif

David Janssen est un acteur et compositeur américain né le 27 mars 1931 à Naponee, Nebraska (États-Unis), mort le 13 février 1980 à Malibu (Californie).

## Biographie
David Janssen est né David Harold Meyer le 27 mars 1931 à Naponee, dans le Nebraska. Sa famille s'installa à Hollywood alors qu'il n'était encore qu'adolescent. Il fréquenta, avec ses deux sœurs, les bancs de l'école Fairfax où il fit preuve d'excellentes dispositions dans diverses disciplines sportives.
Une blessure au genou l'incita peu après à renoncer à une carrière d'athlète de haut niveau et il décida de se consacrer à une vocation de comédien. Encouragé par sa mère Berniece, qui avait été danseuse dans plusieurs revues de Broadway (New York), il fit de la figuration, dès l'âge de quatorze ans, dans la comédie musicale La Fée blanche (It's Pleasure, 1945) de William A. Seiter avec Sonja Henie, puis dans le film d'aventures "Swamp Fire" (1946) avec Johnny Weissmuller.
À la recherche de nouvelles têtes d'affiche, le studio 20th Century Fox lui proposa de signer un contrat, à la fin des années 1950 en insistant pour qu'il effectue une opération de chirurgie esthétique visant à rectifier la position de ses oreilles, "beaucoup trop décollées" selon ses responsables. David Janssen refusa de se plier à leurs exigences et signa un contrat ne comportant aucune clause similaire, avec les studios Universal.
Il participa ensuite à une quinzaine de films d'intérêt inégal, dans lesquels il tint le plus souvent un rôle de complément. Outre Passage interdit (Untamed Frontier, 1952) du cinéaste Hugo Fregonese avec Joseph Cotten et Shelley Winters, Les Boucaniers de la Jamaïque (Yankee Buccaneer, 1952) avec Jeff Chandler et Tout ce que le ciel permet (All that Heavens Allows, 1955) mise en scène par le spécialiste du mélodrame américain, Douglas Sirk, avec Jane Wyman et Rock Hudson.
David Janssen enchaîna en incarnant un lieutenant de l'armée dans les films La Guerre privée du Major Benson (The Private War of Major Benson, 1955) de Jerry Hopper avec Charlton Heston, Francis in the Navy (1955) d'Arthur Lubin avec un jeune débutant nommé Clint Eastwood, Le Grand Chef (Chief Crazy Horse, 1955) de George Sherman avec Victor Mature, et L'Enfer des hommes (To Hell and Back, 1955) de Jesse Hibbs avec, dans le rôle principal, Audie Murphy.
Il fit, parallèlement, plusieurs apparitions à la télévision dans des dramatiques télévisées, comme Lux Video Theatre, sans renoncer au cinéma où il obtint un rôle plus important dans Ne Dites jamais adieu (Never Say Goodbye, 1956) de Jerry Hopper avec Rock Hudson, et The Girl He Left Behind (1956) de David Butler avec Natalie Wood et James Garner. En 1957, il accepta néanmoins de tenir le rôle régulier d'un ancien officier de police new-yorkais devenu détective privé dans la série Richard Diamond, qui dura trois ans.
Après avoir incarné un aviateur dans le film Escadrille Lafayette (1958) de William A. Wellman, il revint à la télévision en participant aux séries The Millionnaire, Les Aventuriers du Far West, Aventures dans les îles, Thriller, Ombres sur le soleil, Échec et mat, Route 66 et The Dick Powell show. David Janssen tourna ensuite dans les films Le Cercle de feu (Ring of Fire, 1961) d'Andrew L. Stone où il campait un sergent de police pris en otage par des malfaiteurs avant de rejoindre la distribution de la comédie My Six loves (1963) aux côtés de Debbie Reynolds et Cliff Robertson. Il se fit surtout connaître de 1963 à 1967 dans la série culte, Le Fugitif, de 120 épisodes.
Il succombe à une crise cardiaque, dans sa maison de Malibu, en Californie, le 13 février 1980 à l'âge de 48 ans.

## Filmographie

### Comme acteur
- 1945 : La Fée blanche (en) (It's a Pleasure) : Davey / boy referee
- 1946 : Swamp Fire (en) : Emile's eldest son
- 1952 : Bonzo Goes to College (en) : Pawlton football player #10
- 1952 : Les Boucaniers de la Jamaïque (Yankee Buccaneer) de Frederick de Cordova : Beckett
- 1952 : No Room for the Groom (en) de Douglas Sirk : Soldier (scene cut out of release print)
- 1952 : Francis Goes to West Point (en) : Cpl. Thomas
- 1952 : Passage interdit (Untamed Frontier) : Young Man in Dance Hall
- 1952 : Back at the Front : Soldier
- 1955 : Le Grand Chef (Chief Crazy Horse) : Lieutenant Colin Cartwright
- 1955 : La Guerre privée du major Benson : Young Lieutenant
- 1955 : Le Culte du cobra (Cult of the Cobra) : Rico Nardi
- 1955 : Francis dans la marine (Francis in the Navy) d'Arthur Lubin : Lt. Anders
- 1955 : L'Enfer des hommes (To Hell and Back) : Lt. Lee (VF: Raoul Guillet)
- 1955 : La Jungle des hommes (The Square Jungle) de Jerry Hopper : Jack Lindsay
- 1955 : Tout ce que le ciel permet (All That Heaven Allows) : Freddie Norton
- 1956 : Ne dites jamais adieu (Never Say Goodbye) : Dave Heller (VF: Jacques Thebault)
- 1956 : The Toy Tiger (en) : Larry Tripps
- 1956 : Francis in the Haunted House (en) : Police Lieutenant Hopkins
- 1956 : Brisants humains (Away All Boats) : Talker
- 1956 : Mr. Black Magic : M.C.
- 1956 : The Girl He Left Behind de David Miller : Capt. Genaro
- 1956 : Les Dernières Heures d'un bandit (en) (Showdown at Abilene) de Charles F. Haas : Deputy Verne Ward
- 1957-1960 : Richard Diamond (Richard Diamond, Private Detective) (série télévisée) : Richard Diamond
- 1958 : C'est la guerre (Lafayette Escadrille) : Duke Sinclaire
- 1960 : Saipan (Hell to Eternity) : Bill
- 1961 : Dondi : Dealey
- 1961 : King of the Roaring 20's: The Story of Arnold Rothstein de Joseph M. Newman : Arnold Rothstein
- 1961 : Le Cercle de feu (Ring of Fire) : Sergent Steve Walsh
- 1961 : Twenty Plus Two (en) : Tom Alder
- 1961 : L'étau se resserre (Man-Trap) : Vince Biskay
- 1962 : Belle Sommers (TV)
- 1963 : Mes six amours et mon chien (My Six Loves) de Gower Champion : Marty Bliss
- 1963-1967 : Le Fugitif (The Fugitive) (série télévisée) : Richard Kimble (VF:Jean Fontaine puis René Arrieu)
- 1967 : La Nuit des assassins (Warning Shot) de Buzz Kulik : Sgt. Tom Valens (VF: René Arrieu)
- 1968 : Les Bérets verts (The Green Berets) : George Beckworth (VF: Jacques Thebault)
- 1968 : Les Souliers de saint Pierre (The Shoes of the Fisherman) : George Faber (VF: René Arrieu)
- 1969 : Where It's at (en) : A.C. Smith
- 1969 : Les Naufragés de l'espace (Marooned) : Ted Dougherty (VF: Jacques Thebault)
- 1969 : Generation (en) : Jim Bolton
- 1970 : Macho Callahan : Diego Callahan (René Arrieu)
- 1970 : Fuite dans la nuit (Night Chase) (TV) : Adrian Vico
- 1971 : O'Hara, U.S. Treasury (en) (série télévisée) : Jim O'Hara (VF: Olivier Trappier)
- 1972 : The Longest Night (en) (TV) : Alan Chambers
- 1972 : Le Loup de la nuit (Moon of the Wolf) (TV) : Sheriff Aaron Whitaker (VF: Dominique Paturel)
- 1973 : Duel en hélicoptère (en) (Birds of Prey) (TV) : Harry Walker
- 1973-1976 : Harry O (en) (série télévisée) : Harry Orwell
- 1973 : Hijack (TV) : Jake Wilkinson
- 1973 : Pioneer Woman (TV) : Robert Douglas
- 1974 : Smile, Jenny, You're Dead (TV) : Harry Orwell
- 1974 : Fer-de-Lance (TV) : Russ Bogan
- 1975 : Une fois ne suffit pas (Once Is Not Enough) : Tom Colt
- 1976 : The Swiss Conspiracy : David Christopher
- 1976 : Stalk the Wild Child (TV) : Dr James Hazard
- 1976 : Un tueur dans la foule (Two-Minute Warning) de Larry Peerce : Steve (VF: René Arrieu)
- 1976 : Panique en plein ciel (en) (Mayday at 40,000 Feet!) (TV)  (VF : Jacques Thebault) :  Captain Pete Douglas
- 1977 : Warhead (en) : Tony Stevens
- 1977 : A Sensitive, Passionate Man (TV) : Michael Delaney
- 1977 : L'or était au rendez-vous (en) (Golden Rendezvous) : Charles Conway
- 1978 : La Loi de la CIA (Sono stato un agente C.I.A.) : Lester Horton
- 1978 : Superdome (en) (TV) : Mike Shelley
- 1978 : Nowhere to Run (en) (TV) : Harry Adams
- 1978 : Colorado ("Centennial") (feuilleton TV) : Paul Garrett / Narrator
- 1978 : The Word (en) (feuilleton TV) : Steve Randall
- 1979 : Biography (série télévisée) : Host
- 1979 : SOS Titanic (TV) : John Jacob Astor
- 1979 : Meurtres à San Francisco (The Golden Gate Murders) (TV) : Det. Sgt. Paul Silver
- 1980 : High Ice (TV) : Glencoe MacDonald
- 1980 : City in Fear (en) (TV) : Vince Perrino